# Forces of Satan Records
Forces of Satan Records es un sello discográfico noruego fundado por el guitarrista Infernus, de la banda Gorgoroth, y Adrian Skogstad, fundado en la temprana mañana del 6 de junio de 2006. Fue fundado con el propósito de promocionar y lanzar discos con bandas exclusivamente de ideología satánica, tal y como describe la página web de la productora.

## Música
Las primeras tres bandas que han firmado contrato con la discográfica son los brasileños Ophiolatry, los italianos Black Flame y los serbios Triumfall.